# Zastava Cipra
Zastava Cipra prihvaćena je 16. kolovoza 1960. godine. Zastava se sastoji od prikaza cijelog otoka, s dvjema maslinovim grančicama (znakmira) na bijeloj podlozi (još jedan znak mira). Cipar je uz Kosovo jedina zemlja na svijetu koja na svojoj zastavi ima prikazan svoj teritorij. Karta na zastavi bakrene je boje, što simbolizira veliki broj rudnika bakra na otoku.
Crvene i plave boje (boje turske i grčke zastave) namjerno su izbjegnute da bi zastava ostala neutralna, ali danas je upotrebljavaju samo grčki Ciprani.

## Vanjske poveznice
- Flags of the World